# 安田義則
安田 義則（やすだ よしのり、1951年8月26日 - ）は日本の実業家。農中信託銀行代表取締役社長を経て、JA三井リース代表取締役社長や、同社取締役会長、リース事業協会副会長などを務めた。

## 人物・経歴
福島県出身。1975年横浜国立大学経済学部卒業、農林中央金庫入庫。2003年常務理事。2006年農中信託銀行代表取締役社長。2010年からJA三井リース代表取締役社長を務め、全国農業協同組合連合会などとの共同出資でJAMXソーラーエナジーを設立するなどした。2015年JA三井リース取締役会長。リース事業協会副会長も務めた。